# Wilhelm Kuhr

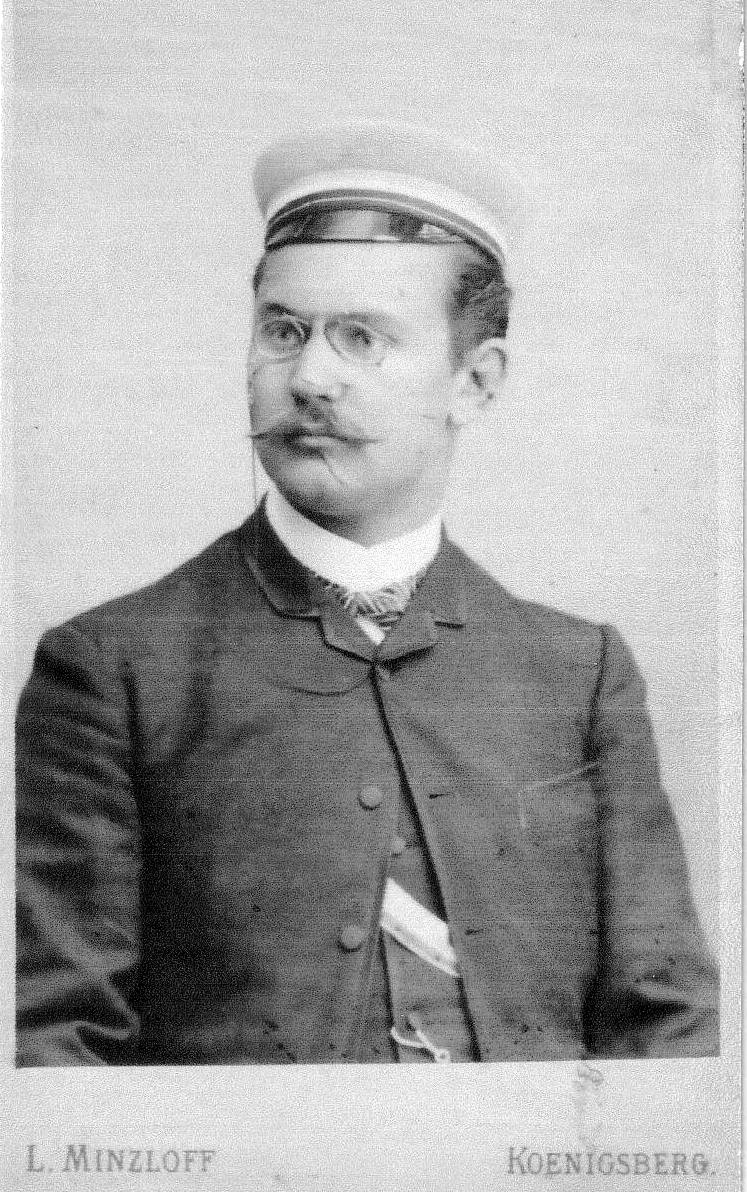
Kuhr als Masure

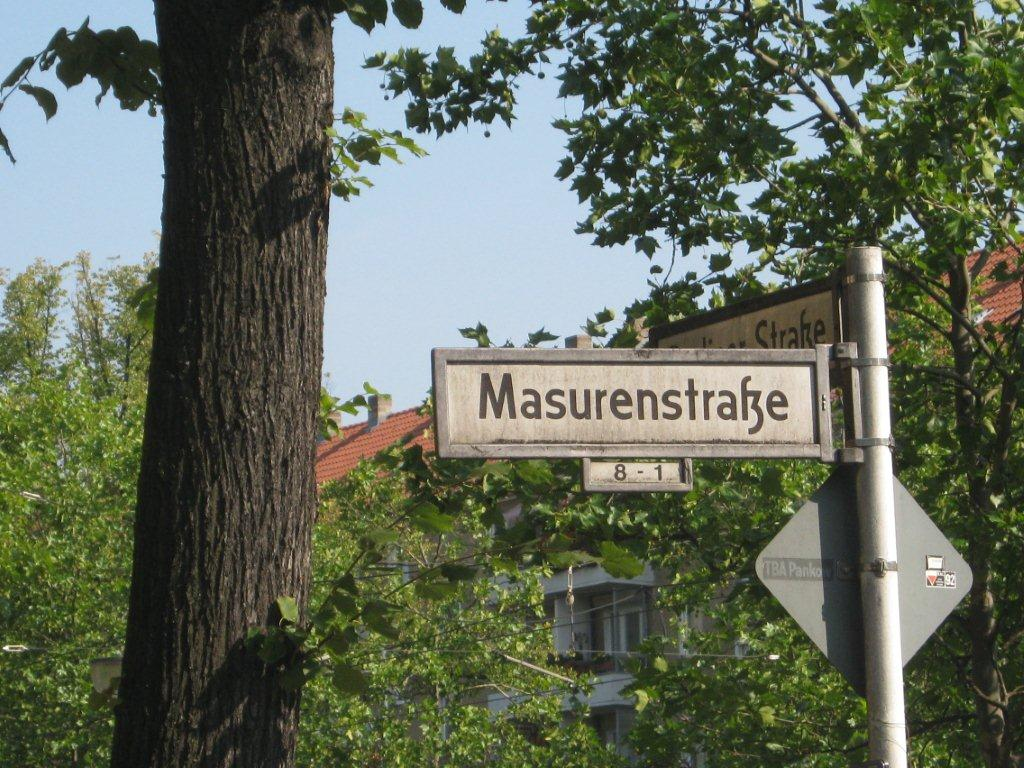
Bürgermeisterliche Referenz

Wilhelm Kuhr (* 9. August 1865 in Werden bei Heydekrug, Ostpreußen; † 23. Dezember 1914 bei Leng (Łęg) im heutigen Powiat Tomaszowski, Polen) war ein deutscher Verwaltungsjurist und Kommunalbeamter.

## Leben
Kuhr besuchte das Königliche Gymnasium Lyck. Nach dem Abitur studierte er an der Albertus-Universität Königsberg Rechtswissenschaft und Nationalökonomie. Wie von jeher viele Absolventen seiner Schule wurde er im Wintersemester 1886/87 nach Eduard Loch und Paul Hensel Mitglied des Corps Masovia. Nach seiner Ausbildung in Fischhausen und Königsberg wurde er mit 31 Jahren Zweiter und dann Erster Bürgermeister von Burg (bei Magdeburg). Von 1906 bis 1914 war er Bürgermeister der Landgemeinde Pankow bei Berlin im preußischen Kreis Niederbarnim. Er verwirklichte das Millionenprojekt des Wasserwerks, betrieb den Straßenbau, ließ Schulen bauen, entwickelte das gesamte Erziehungswesen und trieb den öffentlichen Gesundheitsdienst und die Sozialfürsorge voran. Der unter ihm am 25. August 1907 gefasste Beschluss, die historische Parkanlage als kommunalen Bürgerpark Pankow zu erhalten und das Gelände nicht für den Bau von Mietskasernen freizugeben, prägt bis heute das Straßenbild des Ortsteils. Die Pankower Stadtchronik bezeichnete ihn als „Vater der Gemeinde“. Die Masurenstraße in Pankow sollte nach seinem Willen die Berliner an seine Heimat und die Corpsbrüder an Masovia erinnern. 
Zu Beginn des Ersten Weltkriegs meldete sich Kuhr mit 49 Jahren sofort als Freiwilliger. Als Hauptmann der preußischen Landwehr fiel er noch 1914 an der Ostfront, als das Dorf Leng an der Pilica in Zentralpolen erstürmt wurde. Sein Enkel Hermann Wilhelm Kuhr (* 1935) war Richter am Landgericht Frankfurt am Main.

## Ehrungen
Die nach ihm benannte Wilhelm-Kuhr-Stiftung für Kriegsinvalide, Witwen und Waisen von 1915 schrieb:

„Was gab Wilhelm Kuhrs Persönlichkeit den Zauber und die Macht über die Menschen ...? Einfach und schlicht war sein Wesen. der Ausdruck eines lauteren und gütigen Herzens, klar war sein Verstand, der erst wägte, ehe er wagte, und seine starke, zähe Energie ließ ihn sein Ziel nicht aufgeben. Niemals hat er seine Macht mißbraucht, davor bewahrte ihn nicht nur die Vornehmheit seines Charakters, sondern vor allem das unbeugbare Gerechtigkeitsgefühl. Er achtete jede Überzeugung ...“

Ihm zu Ehren wurde 1915 die ehemalige Spandauer Straße in Wilhelm-Kuhr-Straße umbenannt. Ursprünglich vollständig auf Pankower Gebiet, befindet sich heute der westliche Teil im Berliner Ortsteil Gesundbrunnen. Auch in Burg (bei Magdeburg) trägt noch heute eine Straße Wilhelm Kuhrs Namen.